# Baltimore Police Department
Le Baltimore Police Department (ou BPD) est le service de police de Baltimore dans le Maryland, aux États-Unis. Il fut établi par l'assemblée générale du Maryland, le 16 mars 1845. Le service est organisé en 10 districts couvrant une superficie d’environ 205 km2 de terre et près de 34 km2 d'étendues d’eau.

## Histoire
La première tentative de création d'un service de police à Baltimore se fit en 1784, près de 60 ans après la fondation de la ville. À ce moment, un service de garde était autorisé à assurer la bonne application des lois de la cité et de mettre des gens à l'arrêt en cas d'infraction. En 1845, le département de police tel qu'il existe toujours aujourd'hui a été créé pour améliorer la sécurité des personnes et des biens. En 1861, lors de la guerre de Sécession, le département fut mis sous la tutelle du Gouvernement fédéral des États-Unis et dirigé par les forces armées jusqu’en 1862.
Le département a profité des évolutions technologiques tout au long de son histoire, comme en 1933 avec l’apparition des premières radios pour communiquer, la création d'un laboratoire de police en 1950, l'utilisation de surveillance par caméra en 1996, etc.
Selon le département de la Justice du pays, en 2003, le département était le 8e plus grand département du pays avec un total de 3 034 agents de police alors que selon le recensement de 2000, Baltimore est classée en 17e position pour la population, avec 651 154 habitants.
C'est le 14 octobre 1857 qu'un agent de police fut tué en service pour la première fois. En 2006, le nombre de policiers tués en service grimpait à 118.

### Afro-américains dans le département
En 1937, Violet Hill Whyte devint le premier agent de police afro-américain du département, mais le département en lui-même ne fut pas totalement ouvert racialement avant 1966. Avant cette année, les policiers afro-américains étaient limités à des tâches de surveillance (à pieds de préférence) dans les quartiers à forte population afro-américaine. De nombreuses discriminations existaient également entre eux et leurs autres collègues. De mauvaises relations existaient également entre les policiers blancs et la population afro-américaine et il fallut mettre un terme à cela. En 1971, un organisme fut créé pour défendre les intérêts des policiers afro-américains.
Durant la législature du maire Martin O'Malley, la proportion de policiers afro-américains est passée à 43 %.

## Commissaires de Police
- Charles Howard, 1850-61
- Nicholas L.Wood, 1862-64
- Samuel Hindes, 1864-66
- James Young, 1866-67
- LeFevre Jarrett, 1867-70
- John W. Davis, 1870-71
- William H.B. Fusselbaugh, 1871-81
- George Colton, 1881-87
- Edson M. Schryver, 1887-97
- Daniel C. Heddinger, 1897-1900
- George M. Upsher, 1900-04
- George R. Willis, 1904-08
- Sherlock Swann, 1908-10
- John B.A. Wheltle, 1910-12
- Morris A. Soper, 1912-13
- James McEvoy, 1913-14
- Daniel C. Ammidon, 1914-16
- Lawrason Riggs, 1916-20
- Charles D. Gaither, 1920-37
- William Lawson, 1937-38
- Robert F. Stanton, 1938-43
- Hamilton R. Atkinson, 1943-49
- Beverly Ober, 1949-55
- James M. Hepbron, 1955-61
- Bernard Schmidt, 1961-66
- Donald D. Pomerleau, 1966-81
- Frank J. Battaglia, 1981-84

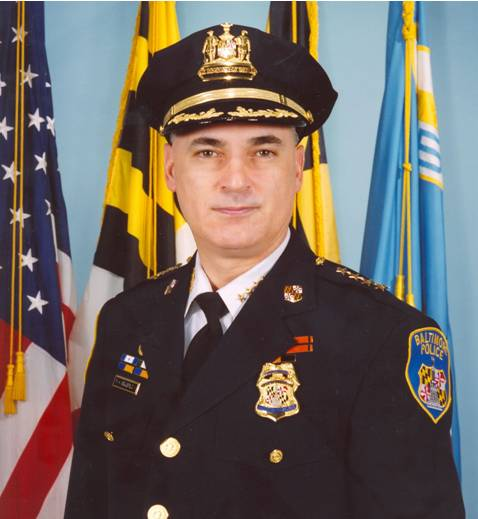
Commissioner Frederick H. Bealefeld, III

- Bishop L. Robinson, 1984-87 (premier commissaire afro-américain[5])
- Edward J. Tilghman, 1987-1989
- Edward V. Woods, 1989-1993
- Thomas C. Frazier, 1994-1999
- Ronald L.Daniel, 2000
- Edward T. Norris, 2000-02
- Kevin P. Clark, 2003-04
- Leonard D. Hamm, 2004-07
- Frederick H. Bealefeld III, 2007-12
- Anthony W. Batts, 2012-15
- Kevin Davis, 2015-18
- Darryl D. DeSousa, 2018
- Gary Tuggle 2018-19
- Michael S. Harrison, 2019-

Source: Baltimore Sun

## Personnel
En plus des policiers, le département tourne grâce à 4 000 employés civils comme des techniciens, des réceptionnistes, etc.

## Véhicules

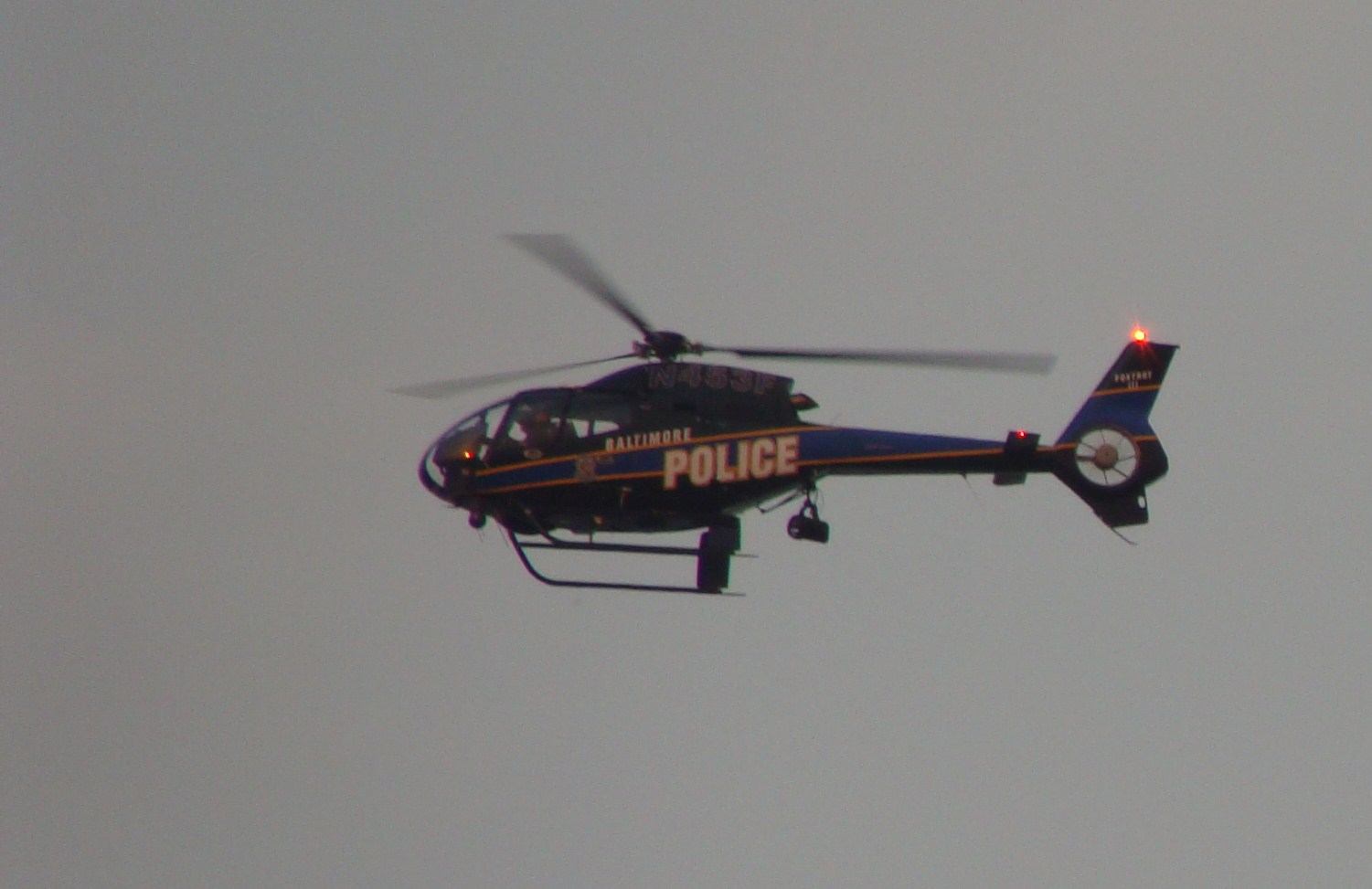
Un EC120 du BPD en 2009.

Les véhicules employés, dans les années 2010, sont en majorité des Ford Crown Victoria Police Interceptor et des Chevrolet Impala. Il reste également quelques Chevrolet Caprice plus anciennes. Les motos sont des Harley-Davidson. Les véhicules sont blancs avec des bandes bleues et argentées. Une réplique de l’écusson porté par les policiers se trouve sur chaque porte avant.
Le service a acheté quatre hélicoptères Eurocopter EC120 Colibri en 2000, quatre autres EC120 les remplacent à partir de 2012. En mars 2022, un contrat est signé pour trois Airbus H125.

## Armes
L'arme de service est généralement un Glock 22 de calibre .40 S&W. Les policiers sont également équipés de spray lacrymogène et d'un bâton de défense expansible. Ils disposent parfois également de Remington 870.